# Zoopilus
Zoopilus is een geslacht van neteldieren uit de klasse van de Anthozoa (bloemdieren).

## Soort
- Zoopilus echinatus Dana, 1846